# Med Flory
Meredith Irwin Flory (Logansport (Indiana), 27 augustus 1926 – Los Angeles, 12 maart 2014) was een Amerikaanse jazzmuzikant (saxofoon, klarinet), -arrangeur, -componist, acteur en scenarioschrijver.

## Biografie
Flory werd geboren in Logansport, Indiana. Zijn moeder was organiste en moedigde hem aan om als kind klarinet te leren. Tijdens de Tweede Wereldoorlog was hij piloot bij de luchtmacht en na de oorlog behaalde hij zijn universitaire graad in de filosofie aan de Indiana University.
Flory speelde in de bands van Claude Thornhill en Woody Herman in het begin van de jaren 1950, voordat hij zijn eigen ensemble formeerde in New York. In 1955 verhuisde hij naar Californië en richtte hij een nieuwe band op, die in 1958 op het Monterey Jazz Festival speelde. Eind jaren 1950 speelde hij met Terry Gibbs, Art Pepper en weer met Herman, waarbij hij zowel tenor- als baritonsaxofoon speelde. Hij werd gecast in negenentwintig afleveringen van 1956 tot 1957 van de ABC-variëteitsshow, The Ray Anthony Show.
In de jaren 1960 was Flory minder actief in de muziek en werkte hij als acteur en scenarioschrijver bij televisie en film. Zijn vermeldingen omvatten Wagon Train, The Rifleman, Ripcord (twee keer), Rawhide (twee keer), Gunsmoke (twee keer), Perry Mason (twee keer - waaronder The Case of Crying Comedian), Maverick (twee keer), The Virginian (vijf afleveringen), Route 66 (twee keer), Bronco, Surfside 6, Mona McCluskey, Run Buddy Run, 77 Sunset Strip (drie afleveringen), The Dakotas, Destry, Lawman (drie afleveringen), Wendy and Me, It's a Man's World, The Monroes, Cimarron Strip, Daniel Boone (zeven afleveringen), Gomer Pyle, U.S.M.C. (twee keer), Bonanza (drie afleveringen), Mannix, Lassie (tien afleveringen), How the West Was Won (drie afleveringen), High Mountain Rangers (vier afleveringen als sheriff Mike McBride) en de films Starsky and Hutch (een keer), The Night of the Grizzly met Clint Walker en The Nutty Professor met Jerry Lewis.
Halverwege de jaren 1960 werkte Flory samen met Art Pepper en Joe Maini aan transcripties en arrangementen van Charlie Parker-opnamen en in 1972 was hij mede-oprichter van Supersax, een ensemble gewijd aan het werk van Parker. Supersax's debuutalbum Supersax Plays Bird won een Grammy Award.

## Privéleven en overlijden
Flory was getrouwd met Joan Barbara Fry tot haar dood in 2000. Flory overleed op 12 maart 2014 op 87-jarige leeftijd aan een hartkwaal.

## Filmografie
- 1961: Gun Street - Willie Driscoll
- 1963: Spencer's Mountain - Spencer Brother
- 1963: The Nutty Professor - Warzewski
- 1963: Move Over, Darling - Seaman
- 1964: Man's Favorite Sport? - Tucker
- 1964: Mike and the Mermaid - Dad
- 1966: The Night of the Grizzly - Duke Squires
- 1967: Doctor, You've Got to Be Kidding! - Policeman
- 1967: The Reluctant Astronaut - White Shirt in Bar
- 1967: Rough Night in Jericho - Weaver
- 1967: The Big Mouth - Male Nurse
- 1969: The Trouble with Girls - Constable
- 1970: Which Way to the Front? - G.I. Sentry
- 1970: Suppose They Gave a War and Nobody Came - Military Policeman
- 1972: Home for the Holidays - Sheriff Nolan
- 1974: The Teacher - Joe Roberts
- 1975: Let's Do It Again - Rufus
- 1975: Hustle - Albino-Beating Cop
- 1976: The Gumball Rally - Officer Williams
- 1978: Uncle Joe Shannon - Humphreys / Shannon's Musicians - keyboard
- 1980: The Hearse - Sheriff Denton
- 1981: The Boogens - Dan Ostroff